# Міхал Біґаніч
Міхал Біґаніч (словац. Michal Biganič; нар. 24 квітня 1958, Іновце Собранський район) — словацький дипломат. Генеральний консул Словацької Республіки в Ужгороді (Україна) (2002—2005). Мер міста Стара Любовня (з 2010).

## Життєпис
Народився 24 квітня 1958 року в селі Іновце, Собранці (округ), Словаччина. У 1982 році закінчив педагогічний факультет Пряшівського університету у місті Пряшів, з відзнакою. Державний інститут російської мови імені О. С. Пушкіна у Москві (1979—1980). Вивчав іспанську мову та міжнародні відносини у Празі (1984—1986).
У 1982—1984 рр. — вчитель російської мови в середній школі гімназії.
У 1984—1991 рр. — співробітник Федерального міністерства закордонних справ Чехословаччини у Празі
У 1989—1990 рр. — третій секретар Посольства Чехословаччини в Гавані, Куба
У 1992—1994 рр. — представник зовнішньої торгівлі Агрофірми Стара Любовня
У 1994—2006 рр. — співробітник Міністерства закордонних справ Словацької Республіки, Братислава
У 1995—1999 рр. — тимчасовий повірений у справах Словаччини у Буенос-Айресі, Аргентина, 08—09.1997 році тимчасовий повірений у справах Словаччини в Перу.
У 2000—2002 рр. — керівник протоколу міністра фінансів Словацької Республіки
У 2002—2005 рр. — Генеральний консул Словаччини в Ужгороді, Україна
З квітня 2005 по січень 2006 — співробітник Міністерства закордонних справ Словацької Республіки, Братислава
У 2006—2010 рр. — підприємницька діяльність, менеджер фірм EMMI-Life, s.r.o., Стара Любовня, та FOREM, s.r.o. Пряшів
З 2010 року — мер міста Стара Любовня.